# نادرآباد نقاره‌خانه
نادرآباد یاسوج، روستایی از توابع بخش کبگیان شهرستان دنا در استان کهگیلویه و بویراحمد ایران است.
بخش کبگیان در ۳۵ کیلومتری یاسوج مرکز استان و شهرستان بویراحمد قرار گرفته است.
کبگیان زیبا به دلیل داشتن چشمه‌های متعدد و رودخانه زیبای کبگیان که بند انحرافی جوزار بر آن احداث گشته یکی از گردشگر پذیرترین نقاط جنوب ایران می‌باشد.
در نزدیکی شهر چیتاب مرکز بخش کبگیان مکانی مشهور به سنگبری (سنگ بریده) دیده می‌شود. این مکان نمایشگر هنر مردمان قدیم این سرزمین در انتقال آب چشمه بالا دست و رودخانه به زمین‌های شالیزارها و باغ‌های روستاهای پایین دست از قبیل نقاره خانه و نظرآباد می‌باشد.
در مورد قدمت این مکان ۳ فرضیه محتمل است:۱_ ایجاد شده در دوره هخامنشیان
۲_ حفر شده در دوره ساسانیان
۳_ حفر شده در دوره صفویان
راه‌های دسترسی به روستای نادرآباد در بخش کبگیان:
۱_ مسیر آسفالته با مناظر بسیار زیبا یاسوج به دشتروم و دلی خمسیر و نادرآباد ۴۰ کیلومتر
۲_ مسیر یاسوج به دلی اولاد علی مؤمن و امامزاده مردخدا و روستای نادرآباد بخش کبگیان ۳۰ کیلومتر
۳_ مسیر دسترسی در جاده یاسوج به اصفهان که از دارشاهی شروع و پس از عبور از روستاهای نقاره خانه و بلوط کاران و حسین‌آباد چالدال به روستای نادرآباد بخش کبگیان می‌رسید. فاصله از دار شاهی در جاده یاسوج به اصفهان تا نادراباد ۱۵ کیلومتر می‌باشد.
کوهپایه‌های بخش کبگیان که به نگین سبز زاگرس مشهور می‌باشد مملو از گیاهان دارویی می‌باشد.
تعدد گیاهان دارویی منطقه پتانسیل تاسییس کارخانه تولید دارو و تولید لوازم آرایشی و بهداشتی را دارد.
از دیگر ظرفییت‌های بخش کبگیان توجه به زیر ساخت‌های گردشگری از قبیل توسعه جاده‌ها و تأسیس مراکز اقامتی و بوم گردی‌ها و ایجاد تله کابین می‌باشد.
در پایان این مقاله از گردشگران محترم و مردم شریف بخش کبگیان استدعا دارم که نسبت به حفظ محیط زیست این سرزمین زیبا دقت داشته باشند.
افرادی سودجو و ناآگاه نسبت به مسائل زیست‌محیطی آب رودخانه کبگیان را که زمانی قابل آشامیدن بود آلوده کرده‌اند.
عده ای دیگر شبانه درختان بلوط کهن را برای درآمد ناچیز به زغال تبدیل می‌کنند.
پایگاه خبری تحلیلی عصردنا (Asrdena.ir):
درخت‌های بلوط زیادی در منطقه جنگل‌های بلوط تنگ گردوه، بخش کبگیان شهرستان بویراحمد، شبانه توسط سودجویان بی رحمانه قطع و در کوره‌های زغال‌گیری تبدیل به زغال و توسط سودجویان قاچاق می‌شود.
گزارش‌های مردمی حاکی از قطع و قاچاق چوب بلوط‌های کهن کوه زیبای تیراحمد به استان‌های همجوار دارد.
فارسنامه ناصری که در دوره قاجار تألیف شده از تعدد وحوشی مثل کبگ و آهو در این منطقه صحبت کرده
اما ما کاری کرده‌ایم که در کبگیان زیبا آواز خوش کبگ که پرنده ای بسیار زیبا می‌باشد دیگر به گوش نمی‌رسد.

## جمعیت
این روستا در دهستان کبگیان قرار دارد و براساس سرشماری مرکز آمار ایران در سال ۱۳۸۵، جمعیت آن ۳۸ نفر (۷خانوار) بوده است.
مردم این روستا از ایل بزرگ بویراحمد و طایفه کی گیوی می‌باشند.